# Lazítás

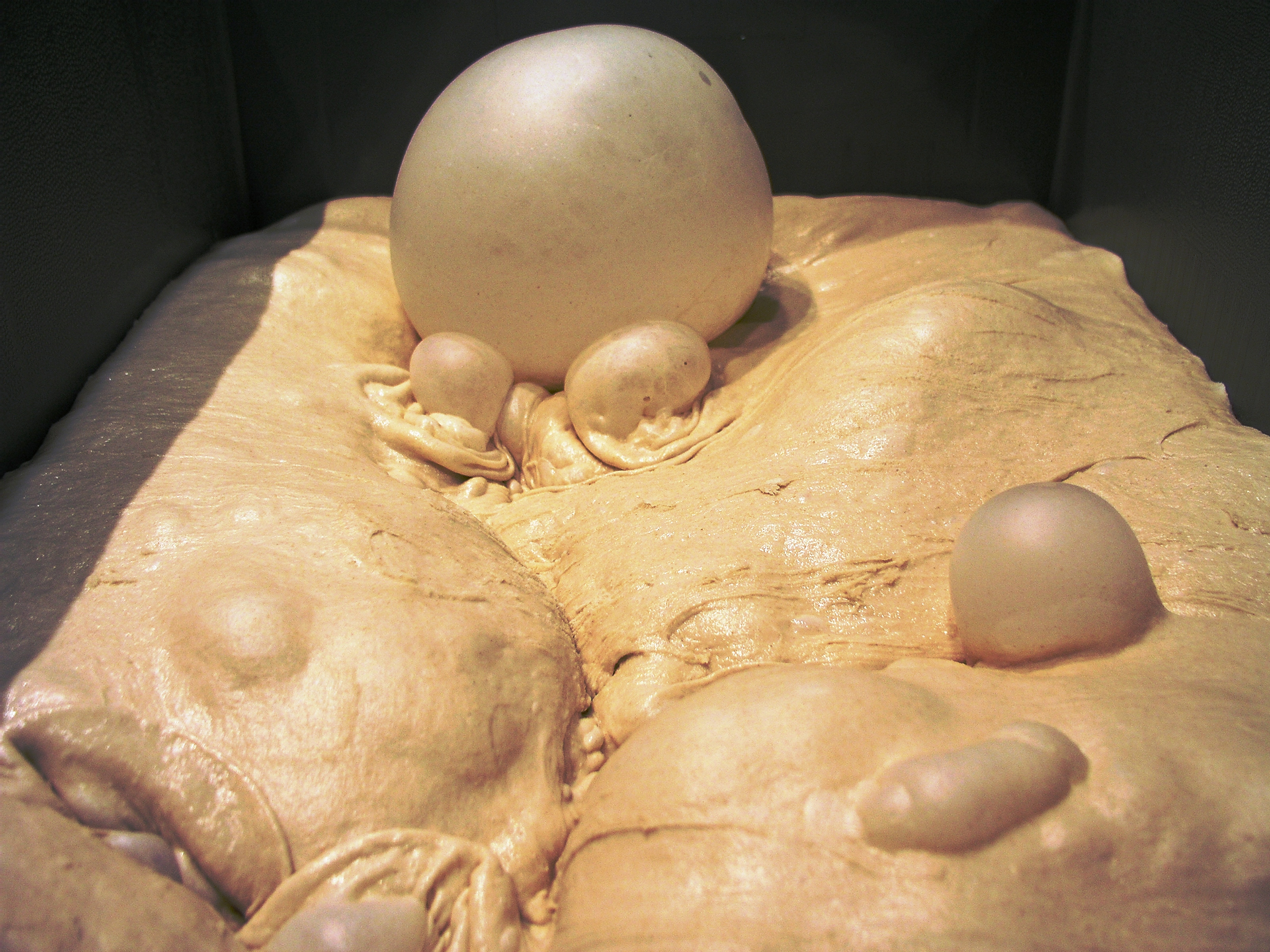
Kelesztőszerek hatására megduzzadó kenyértészta

A lazítás egy-egy nyersanyag vagy étel felületének növelésére irányuló konyhatechnológiai (biológiai, kémiai, mechanikai) művelet, amelynek során kialakul az étel jellemző állománya is.
Előnye, hogy a fellazított készítmény nagyobb felületen érintkezik majd az emésztőnedvekkel, gyorsabb lesz a táplálék lebontása, jobb hatásfokkal értékesülnek a benne lévő tápanyagok.
Lazíthatunk:
- anyagokkal (pl. a vagdaltat áztatott zsemlével, a túrógombócot a főzés során megduzzadó búzadarával, a piskótát a habbá vert tojásfehérjével stb.) és
- különféle műveletekkel (pl. a vajastésztát hajtogatással, a kelt tésztát élesztő hatására szén-dioxid (CO2) gázbuborékok képződésével könnyített kelesztéssel, a linzer (omlós) tésztát zsiradéktartalom növelésével, a hússzeletet klopfolással, kiveréssel.)

## Habbá verés
Olyan lazítási művelet, amelynek során a lazítandó anyagba kézzel vagy géppel nagy mennyiségű levegőt juttatunk. Habbá verésre alkalmas a lehűtött, friss, a tojássárgájától tökéletesen elválasztott tojásfehérje. Eredeti térfogatának ötszörösére képes felverődni. 
Az alaposan lehűtött habtejszín is habbá verhető. A műveletet mindig hideg helyen és tiszta, jól lehűtött edényben végezzük, lassú, egyenletes, nem túl erős mozdulatokkal. Általában eredeti térfogatának duplájára verhető fel. Tejszínhabot készíthetünk habszifonban is, de így készítve kissé lágyabb állagú lesz a hab. Ha formázzuk a tejszínhabot praktikus habfixálóval felverni, mert egyébként nem tartja meg a kívánt formát.

## Hajtogatás
Mechanikai lazítás, pl. vajas tésztánál.
Vajas és élesztős tészta keveréke, hajtogatással és élesztővel lazítva. Kelesztés célja: Széndioxid képzésével növelni a tészta térfogatát, és a sikérszerkezet kialakítását, amely a képződött gázokat a tésztában tartja.

## Kémiai lazítás
Szódabikarbóna, sütőpor, szalalkáli felhasználásával készített sütemények összefoglaló megnevezése.

## Kikeverés
Többnyire lazítási művelet, melynek a célja a készítendő ételek, (húsok, felfújtak, pürék, habok, krémek), könnyebb szerkezetűvé, levegősebbé tétele.

## Kiverés
Olyan lazítási művelet, amelynek során a felszeletelt hús rostjait húsverő kalapáccsal több helyen megszakítjuk, és megnöveljük a felületét. Ennek következményeként a hússzelet gyorsabban felpuhul, és könnyebben emészthető lesz.

## Omlasztás
Zsiradékkal végzett lazítási művelet, amelyet az ún. omlós vagy linzer tésztáknál alkalmazunk. : Lényege, hogy a liszttel elkevert, elmorzsolt zsiradék vékony rétegben bevonja a lisztszemcséket, s ezzel megakadályozza a keményítő csirizesedését, a lisztszemek összetapadását. Ezért lesz a tészta a sütés után laza, porhanyós. Az omlós tészta alaparánya: 3 rész liszt, 2 rész zsiradék, 1 rész cukor. Ha ennél kevesebb vajjal vagy margarinnal állítjuk össze, kiegészítő lazításként sütőport vagy szalalkálit is keverjünk a masszába.